# 레즈비언

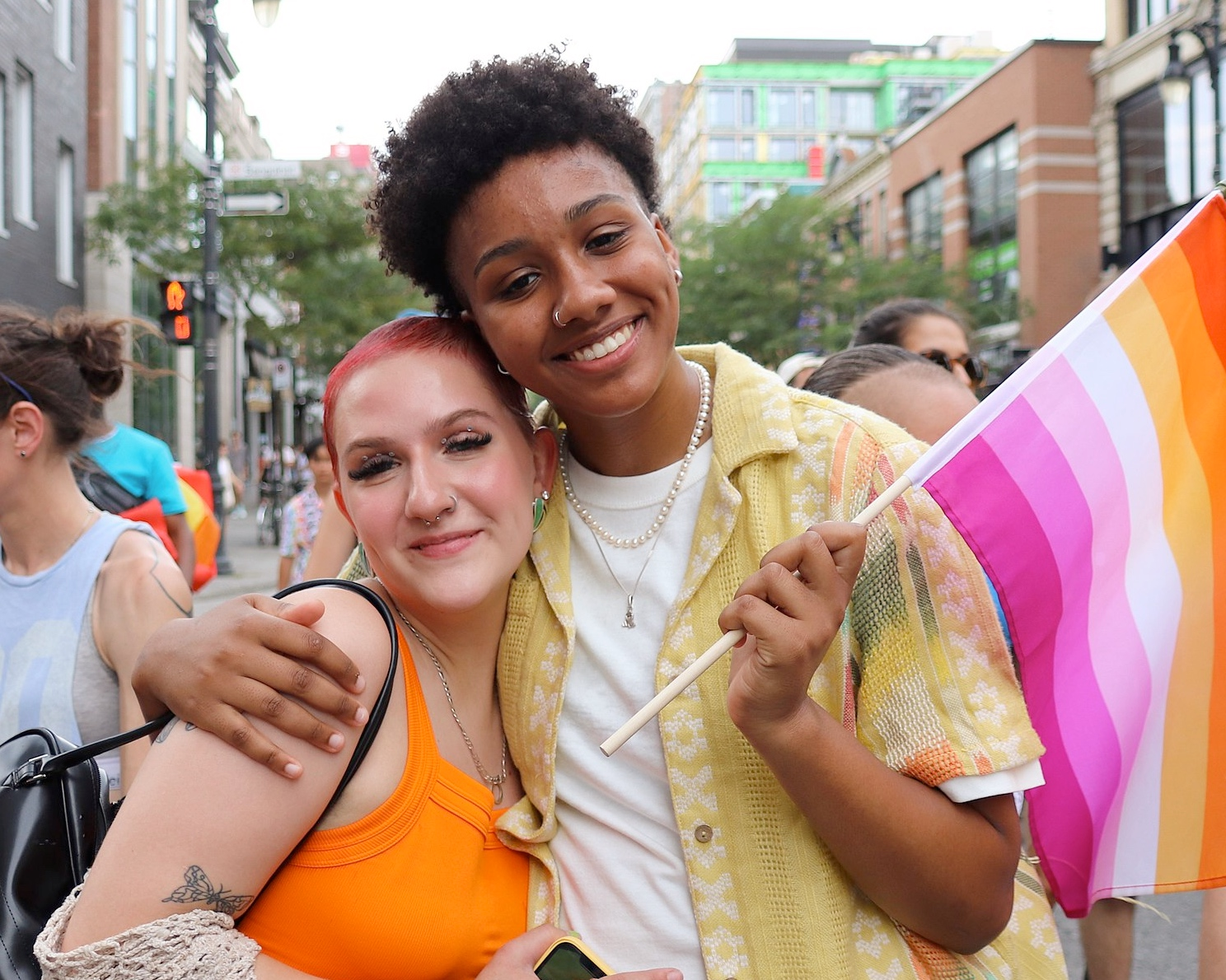
취소된 2022 몬트리올 프라이드 행진에서 레즈비언 프라이드 깃발을 들고 있는 두 명의 레즈비언

레즈비언(Lesbian)은 여성 동성애자, 여성에게 성적 매력이나 연애 감정을 느끼는 여성을 주로 의미한다. 성적 지향과 관계 없이 성적 정체성 또는 성적 행위를 나타낼 때도 쓰인다. 한국어권에서는 짧게 줄여서 레즈(Les)라고도 부른다.
성적 지향의 맥락에서의 “레즈비언”개념은 근대에서 미미하게 시작되어 20세기에 만들어진 것이다. 역사를 통틀어 보았을 때, 여성은 사회적으로 동성애 관계를 형성하는 자유나 독립을 남성 동성애자만큼 가지지못해 그 관계가 은밀하였으나, 동성애자 남성(게이)이 받는 어떤 사회에서의 가혹한 처벌은 받지 않았다. 대신 레즈비언 관계는 때때로 무해하거나 이성애 관계와 양립할 수 있다고 여겨졌다. 그 때문에 당시의 여성 동성애가 어떻게 표현되었는지 정확히 묘사한 기록은 역사에서 거의 찾아볼 수가 없다. 이러한 레즈비어니즘(Lesbianism) 또는 여성의 섹슈얼리티에 대한 지식과 인지의 미달은 19세기 후반의 성과학자들이 동성애 행위의 묘사 및 범주화를 방해했다.
동성애 관계에 있는 여성들은 이러한 정의에 두 가지 방식으로 반응하였다. 첫째는 그들의 사생활을 숨기며 사는 방식이었고, 둘째는 그러한 사회적 낙인을 받아들이고 태생지를 떠나서 유럽과 북미에서 발전한 하위문화에 그 소사회를 형성하는 것이었다. 정부가 동성애에 대해 적극적인 형벌을 가하는 사회적 억압이 존재하던 세계 2차 대전 동안, 여성은 서로를 교육하고 사회화하는 네트워크를 형성하였다. 여성에게 허용된 경제적 및 사회적 자유가 증대되면서 레즈비언들은 독립적으로 관계와 가족을 형성할지를 결정하는 것이 가능하게 되었다. 20세기에 2차 페미니즘의 물결과 여성의 섹슈얼리티와 역사에 대한 학문이 발전하면서 레즈비언의 정의는 넓어졌고, 레즈비언을 정의하는 주요한 요소인 특정한 성적 욕망에 대한 논란이 불붙었다. 여성은 성적 유동성을 보이고, 이성애적 행동에 관여하는 어떤 여성은 자신을 레즈비언으로 정체화하는 것을 거부할 뿐만 아니라 양성애자로 정체화하는 것 또한 거부하였다. 다른 여성은 정치적인 이유로 레즈비언 정체성을 채택할 수도 있다. 여성의 섹슈얼리티에 대한 이해가 증가하면서 레즈비언을 정의하는 세 가지 요소가 등장하였다. 그런 요소에는 성적 행동, 성적 욕망, 또는 성적 정체성이 있다.
레즈비언 정체성을 수용한 여성들은 민족 정체성 경험 형성과 유사한 경험을 공유하였다: 동성애자로서, 그들은 가족과 친구 및 주변 사람들로부터의 존재거부와 차별에 맞서 단결하였다. 그래서 레즈비언은 신체적 혹은 정신적 문제를 겪을 수 있다. 현시적 정치 상황과 사회의 흐름은 레즈비언들이 구성하길 원하거나 유지하는 관계에 영향을 미칠 수 있다. 그래서 다면적 원인에 의한 언어적 정의로 성적 (자신의 선택)소수 (사회적)자라고 대략 정의하는 것이다.

## 이름의 유래
기원전 7세기경의 시인 사포는 에게해에 위치한 레스보스섬에서 생활하며 여성을 위한 학문과 예술 교육에 앞장섰다고 한다. 그녀는 당시 남성의 전유물로 여겨졌던 학파의 결성을 여성에게 전파했고, 이를 통해 당시 사회에 많은 파장을 주었다. 이때부터 학문 공동체에 소속된 여성들을 섬의 이름을 따 레즈비언이라 부르게 되었다. 이는 시간이 흐르면서 여성 학문 공동체의 부분적인 특징인 여성 동성애자를 지칭하는 말로 점차 의미가 변했다.
레즈비언이란 말은 20세기 들어서야 여성 동성애를 가리키는 표현으로 쓰였다. 19세기 말 이전에는 그리스어로 문지르다는 뜻에서 여성 동성애자를 트리바드(tribade), 여성 동성애를 트리바디즘(tribadism)이라고 불렀다. 레즈비언이 동성애 여성을 뜻하는 최초의 단어로 쓰인 것은 1925년 올더스 헉슬리가 《멋진 신세계》이다. 그는 이 작품에 실린 편지에서 빅토리아 시대의 추잡한 변호사이자 시인인 아서 먼비가 1870년 일기에서 레즈비어니즘(Lesbianism)이라는 표현을 썼다고 증언한다. 먼비는 하녀 래나 컬위크와 은밀히 연애하면서 주인과 하녀, 천사, 상류층 귀족, 남자 노예, 굴뚝 청소부 등 서로 역할을 다양하게 설정해서 즐겼던 것으로 유명하다.

## 한국 사회의 레즈비언
한국 사회에서 레즈비언은 비가시화되어 있다. 1996년 서울방송의 <송지나의 취재파일>을 통해 전해성과 이해솔 등 여러 명의 레즈비언이 커밍아웃했다. 그러나 이들의 커밍아웃이 다른 레즈비언들의 커밍아웃으로 이어지지는 못했다. 아직까지 레즈비언은 사회로부터 곱지 않은 시선을 받고 있다. '끼리끼리'와 같은 레즈비언 인권 운동 단체들은 레즈비언들이 여성임과 동시에 성적 소수자이기에 이중 억압을 겪고 있다고 주장한다.
청소년 레즈비언들은 가정과 학교에서 훈육과 교정이 필요한 존재들로 타자화되고 있다. 2006년에 문화방송은 청소년 이반에 관해 왜곡된 보도를 내보낸 바 있어 성적 소수자 인권 단체들로부터 비판을 받았다. 각각 2005년과 2006년에 제작된 단편 다큐멘터리 <이반 검열>과 <이반 검열, 두 번째 이야기>는 학교 안팎에서 일어나는 청소년 이반 억압 사례를 다루고 있다.
제대로 정체성을 드러내고 활동할 수 없게 하는 현실과는 달리, 인터넷은 레즈비언들에게 소통할 수 있는 길을 열어 주고 있다. 다음, 네이버 등 여러 포털 사이트들에 레즈비언들의 온라인 커뮤니티가 건설되어 있다.
오프라인에서는 주로 서울 번화가 지역의 레즈비언 전용 클럽들이 레즈비언 커뮤니티의 중심지다.

## 한국사의 동성애
세종의 며느리, 즉 문종의 아내였던 순빈 봉씨는 질투심이 무척 심했는데 문종에게 사랑을 받지 못하자, 다른 궁녀에게 그 마음을 표출하기도 했다. 조선시대의 동성애는 궁녀들 간의 은어로 '대식'이라고도 했다. 원래 대식은 궁궐 밖으로 나가지 못하는 궁녀 때문에 궁녀의 가족들이
궁궐로 와 식사하는 것을 말한다. 하지만 점차 궁녀들 간의 동성애를 표현하는 은어로 변화하였고, 순빈 봉씨 사건은 왕족이 대식을 한 수치스러운 상황이 된 것이다. 순빈 봉씨는 소쌍이라는 궁녀와 동침을 하였는데 기록에선 이렇게 말한다.
"소인이 말하기를, '지난해 동짓날에 빈께서 저를 불러 내전으로 들어오게 하셨는데, 다른 여종들은 모두 지게문 밖에 있었습니다. 저에게 같이 자기를 요구하므로 저는 이를 사양했으나, 빈께서 윽박지르므로 마지못하여 옷을 한 반쯤 벗고 병풍 속에 들어갔더니, 빈께서 저의 나머지 옷을 다 빼앗고 강제로 들어와 눕게 하여, 남자의 교합하는 형상과 같이 서로 희롱하였습니다' 하였다."

ㅡ세종실록 75권, 1436년 10월 26일.
라고 기록에 쓰여있다.
이에 세종은,
"근년 이후로 일이 성취되지 않음이 많아서 마음이 실로 편치 않았다. 요사이 또 한가지 괴이한 일이 있는데, 이를 말하는 것 조차도 수치스럽다."

ㅡ세종실록 75권, 1436년 10월 26일.
라고 했다고 기록에 쓰여있다.

## 같이 보기
- 게이
- 동성애